# Francesco Bortolini
Francesco Bortolini (Agordo, 3 agosto 1943 – La Valle Agordina, 12 agosto 2016) è stato un regista e giornalista italiano.

## Biografia
Si laureò in Filosofia all'Università di Roma nel 1969, con una tesi sul linguaggio della politica. Tornato nella provincia di Belluno, dove era nato, insegnò lettere per poi dedicarsi alla televisione e alla radio come regista e autore. Di questi anni la collaborazione come aiuto nel gruppo di Roberto Rossellini.
Nel 1973 Inizia la carriera televisiva come redattore di “Settimo giorno”, la rubrica culturale di Enzo Siciliano e Francesca Sanvitale. Dal 1975, per la seconda rete, firma insieme a Claudio Barbati “Videosera”, una rubrica settimanale di documentari di costume e di attualità (tra questi “Lambro, musica ribelle”, che fece scalpore per i primi nudi integrali femminili e maschili, e “Alice nel paese delle radio libere”, 1977). Nel 1979 passa a Rete 1, dove è tra gli autori dello spettacolo settimanale “Grand'Italia”, l’ultimo programma Rai di Maurizio Costanzo. Dal 1987 e fino ai primi anni novanta, insieme a Claudio Masenza, è stato autore di "Cinema", un contenitore di interviste che ha fatto il giro del mondo, portando nella televisione italiana la voce di moltissimi personaggi del grande schermo e anticipando, per molti versi, il gusto e la scoperta del cinema d'autore spagnolo. Nel 1991 crea con Enrico Vaime “La notte dei David”, il programma in cui vengono consegnati in diretta dal teatro di Cinecittà i David di Donatello. Nei primi anni novanta passa a RaiTre, dove firma la prima edizione di “Nel regno degli animali” con Giorgio Belardelli e Giorgio Celli; contemporaneamente, cura come regista alcuni documentari per “Geo”. Nel 1994 produce “Dove sono i Pirenei?”, programma condotto da Rosanna Cancellieri in cui compare anche in video. Nel 1995, con Paolo Limiti, firma il varietà “!Viva! Mina”.
Accanto a video-documenti di attualità, numerose sono le sue regie monografiche per speciali televisivi: del 1976 "Il sogno di una cosa", su Pier Paolo Pasolini, girato nei luoghi dell'infanzia dello scrittore; del 1977 "Alberto Moravia : l'attenzione critica"; del 1982 “Stelle emigranti” (coregia di Claudio Masenza), racconta l’avventura a Hollywood di otto attrici del cinema italiano (in concorso alla cinquantesima Mostra Internazionale del Cinema di Venezia); del 1985 il lungometraggio "Hitchcock: il genio del brivido"; del 2001 "Dal furente Nordest", dedicato al poeta Andrea Zanzotto.
Per RadioTre firma e conduce “Interno giorno” (1993, insieme a Enrico Magrelli) e RadioTreSuite (1995).
Sue sono anche la regia televisiva di “Filumena Marturano” con protagonista Carla Fracci al Teatro San Carlo di Napoli (1995) e lo speciale dedicato al baritono Renato Bruson, entrambi per “Prima della prima”.

### La produzione per Belluno - Gli ultimi anni
A Belluno e alla sua provincia Francesco Bortolini ha dedicato alcune produzioni fin da quando lavorava in Rai.
Il primo contributo, negli anni novanta, è stato un numero di Geo, "La montagna salvata - Dolomiti Bellunesi" sul Parco delle Dolomiti, che, allora, muoveva i primi passi. 
Per la produzione di Rai Tre, Francesco Bortolini ha poi realizzato un breve lavoro sulle miniere di valle Imperina. 
Un'altra monografia è dedicata a Cibiana e ai suoi affreschi, mentre a Casera Razzo è stato ambientato il documentario sul film di Mario Brenta, "Barnabo delle montagne", che precedeva l'uscita della pellicola al cinema.
Con il ritorno in Agordo, prima, e a La Valle, poi, Francesco Bortolini è tornato a fermare il suo sguardo sul Bellunese: nel 2009 ha firmato il documentario sullo scultore barocco Andrea Brustolon; nel 2011, il documentario “Nel nome del pane” sulla via delle antiche domus hospitales per viandanti e pellegrini della provincia. Nello stesso anno ha diretto anche la versione in DVD dello spettacolo “Ho giocato a carte con l’assassino”, tratto dal romanzo “I misteri di Alleghe” di Sergio Saviane, di cui è stato anche regista teatrale (produzione 2007, protagonista l’attore Roberto Faoro).

### Gli anni diCinema
Dal 28 luglio 1987 ai primi anni novanta, insieme a Claudio Masenza, Francesco Bortolini è l'autore di "Cinema", quindicinale di RaiUno dedicato ai volti del grande schermo. L'idea portante del programma era dare voce direttamente agli attori (spesso intervistati nella loro casa, o direttamente sul set, o in alberghi), senza doppiaggio (le interviste erano sottotitolate), senza la mediazione dell'intervistatore sullo schermo: "Come se fosse un dialogo tra il pubblico a casa e il protagonista della puntata, qualcosa di intimo e diretto" ebbe a dire più volte lo stesso Bortolini. Le interviste venivano montate con repertori preziosi frutto di ricerca in cineteche, o con frammenti di film in lingua originale.
"Il fascino di Cinema è che (gli autori) ricostruiscono il cinema nella sua essenza, nella sua suggestione ipnotica, nella sua incantatoria fluidità musicale. Infilano pezzi di vecchio repertorio, curiosità, interviste, badando soprattutto al ritmo, alla musicalità interna" (Beniamino Placido).

### Il sogno di una cosa
Dopo un anno dall'omicidio di Pier Paolo Pasolini, realizza per RaiDue un film documentario: si intitola "Il sogno di una cosa", come il primo romanzo dello scrittore, ed è un affresco di voci. Per la prima volta, la telecamera torna nella terra della madre di Pasolini, nella Casarsa che lo aveva accolto tra il 1943 e il 1949, per raccogliere il ricordo dell'uomo, prima ancora che dell'intellettuale. Personaggi della levatura di Zigaina affiancati a contadini che parlano in friulano schietto, a ex studenti, a umili segretari di partito: tanti, che avrebbero potuto essere niente altro che comparse trascorse nella vita di Pier Paolo Pasolini, sono invece testimoni diretti, vividi, del segno quotidiano lasciato da lui: nella loro memoria; nella loro formazione. La forza di quello che esce dal lavoro di Francesco Bortolini ha un peso che lo porta a girare in Italia, nelle Università, nei Festival specializzati
Natalia Ginzburg, sul Corriere della Sera del 26 novembre del 1976, scrive: "Il documentario è onesto e sobrio e privo di ogni intonazione commemorativa: si potrebbe perfino pensare, al vederlo, che Pasolini fosse ancora vivo".
A distanza di anni, è ancora un punto di riferimento anche per il libro-inchiesta scritto dal regista Marco Tullio Giordana per realizzare "Pasolini-Un delitto italiano", e viene citato in bibliografia tra le fonti più autorevoli.
Nel documentario, della durata di 60 minuti, restaurato nel 2009 e presentato in formato digitale a Udine con la curatela di Cinema Zero, la struttura portante si regge sulle facce di chi ebbe modo di incontrare Pasolini negli anni che lui stesso racconta. 
Così lo ricorda in una intervista Francesco Bortolini: "Parla il vecchio segretario di partito della sezione di San Giovanni, e dalle sue parole esce il Pasolini politico; poi c'è un alunno della scuola media di Valvasone, che racconta del Pasolini pedagogo, che non faceva leggere in classe Dante e Petrarca, ma Montale e Penna; e, ancora, un ragazzo che ricorda di come, quando Pasolini e sua madre si rifugiarono a Versutta, in campagna, durante il bombardamento di Casarsa, nacque una piccola scuola: Pasolini insegnava in lingua friulana ai figli dei contadini. Insomma, quando "Il sogno di una cosa" venne girato, Pasolini era morto quasi da un anno: la scelta è stata non farlo mai vedere. Contro l'eccesso di immagini, contro il corpo prima vivo, poi morto, poi sventrato, poi in obitorio. La mia idea era la cancellazione delle immagini: e, quindi, il ritorno dell'opera e della vita. Era un momento in cui si poteva osare, e il pubblico era disposto ad ascoltare. Per me, "Il sogno di una cosa" ha rappresentato la fortuna di incontrarmi" ("Corriere delle Alpi", settembre 2009).